# 3 Heures de Zhuhai 2013
Navigation
Édition précédente
3e édition de l'épreuve, les 3 Heures de Zhuhai ont été remportées le 13 octobre 2013 par la N°24 du OAK Racing de Ho-Pin Tung, David Cheng et Shaun Thong.
Cette course fait partie de l'Asian Le Mans Series 2013.

## Résultats
Voici le classement officiel au terme de la course.
- Les vainqueurs de chaque catégorie sont signalés par un fond jauni.
- Pour la colonne Pneus, il faut passer le curseur au-dessus du modèle pour connaître le manufacturier de pneumatiques.

| Pos | Cat   | n°  | Equipe                  | Pilotes                                        | Châssis                       | Pneus | Tours |
| Pos | Cat   | n°  | Equipe                  | Pilotes                                        | Moteur                        | Pneus | Tours |
| --- | ----- | --- | ----------------------- | ---------------------------------------------- | ----------------------------- | ----- | ----- |
| 1   | LMP2  | 24  | OAK Racing              | Ho-Pin Tung David Cheng Shaun Thong            | Morgan LMP2                   | M     | 114   |
| 1   | LMP2  | 24  | OAK Racing              | Ho-Pin Tung David Cheng Shaun Thong            | Judd HK 3.6 L V8              | M     | 114   |
| 2   | LMP2  | 18  | KCMG                    | Gary Thompson Jordan Oon James Winslow         | Oreca 03                      | M     | 114   |
| 2   | LMP2  | 18  | KCMG                    | Gary Thompson Jordan Oon James Winslow         | Nissan VK45DE 4.5 L V8        | M     | 114   |
| 3   | GTC   | 77  | AF Corse                | Andrea Bertolini Michele Rugolo Steve Wyatt    | Ferrari 458 Italia GT3        | M     | 110   |
| 3   | GTC   | 77  | AF Corse                | Andrea Bertolini Michele Rugolo Steve Wyatt    | Ferrari F142 4.5 L V8         | M     | 110   |
| 4   | LMGTE | 70  | Team Taisan Ken Endless | Akira Iida Shogo Mitsuyama Naoki Yokomizo      | Ferrari 458 Italia GT2        | M     | 108   |
| 4   | LMGTE | 70  | Team Taisan Ken Endless | Akira Iida Shogo Mitsuyama Naoki Yokomizo      | Ferrari F142 4.5 L V8         | M     | 108   |
| 5   | GTC   | 91  | Team AAI Rstrada        | Jun San Chen Takeshi Tsuchiya Tatsuya Tanigawa | McLaren MP4-12C GT3           | M     | 107   |
| 5   | GTC   | 91  | Team AAI Rstrada        | Jun San Chen Takeshi Tsuchiya Tatsuya Tanigawa | McLaren 3.8 L Turbo V8        | M     | 107   |
| 6   | GTC   | 007 | Craft Racing            | Darryl O'Young Keita Sawa Frank Yu             | Ford GT GT3                   | M     | 107   |
| 6   | GTC   | 007 | Craft Racing            | Darryl O'Young Keita Sawa Frank Yu             | Ford 5.0 L V8                 | M     | 107   |
| 7   | GTC   | 37  | BBT Racing              | Anthony Liu Davide Rizzo Massimilliano Wiser   | Lamborghini Gallardo FLII GT3 | M     | 107   |
| 7   | GTC   | 37  | BBT Racing              | Anthony Liu Davide Rizzo Massimilliano Wiser   | Lamborghini 5.2 L V10         | M     | 107   |
| 8   | GTC   | 92  | Team AAI Rstrada        | Morris Chen Marco Seefried Yasushi Kikuchi     | McLaren MP4-12C GT3           | M     | 106   |
| 8   | GTC   | 92  | Team AAI Rstrada        | Morris Chen Marco Seefried Yasushi Kikuchi     | McLaren 3.8 L Turbo V8        | M     | 106   |